# نجا (اسم)
نجا هو اسم علم مذكر من أصل عربي، ومعناه هو الخلاص، السرعة، الإنقاذ.

## شخصيات تحمل الاسم
- نجا المهداوي (فنان تونسي، 1937[3][4][5] – )
- نجا روزا (5 أغسطس 1980 – )
- نجا محمد (لاعب تنس الريشة، 15 مارس 1996 – )

## وصلات خارجية
- موسوعة السلطان قابوس لأسماء العرب